# Békéssy Rudolf
Vitéz Békéssy Rudolf (Lugos, Krassó-Szörény vármegye, 1883. október 23. – Budapest, 1972. május 18.) császári és királyi ezredes, 1931 és 1935 között Zala vármegye Vitézi Rend székkapitánya, az Osztrák Császári Vaskorona-rend lovagja.

## Élete
Polgári családban született. Apja Rapp János, anyja Májer Katalin. 1904-ben végezte el a hadapródiskolát. Az 1. h. tábor ágyúsezredben mint főhadnagy mozdonyos tiszt, majd mint ütegparancsnok, később mint százados a 140. tábor tarackezred I. osztályú parancsnokaként összesen 53 hónapig tartó harcvonalbeli szolgálattal végigküzdötte a világháborút. Az ütege a mintegy 12 km kiterjedésű arcvonalszakasz egyedüli ütege és a gyalogság főtámasza volt. A visszavonuló csapatokat meglepetésszerű ellenséges oldaltámadás érte. A támadó orosz túlerőt azonban Békéssy főhadnagy ütegének tüzével végsőkig feltartóztatta. Amidőn pedig az orosz roham az üteget már 200 méterre megközelítette, felsőbb parancsra felmozdonyozott és az üteget, élénk gyalogsági oldaltűzben, vágtában vonta ki a harcból, minden lövegét megmentve. 
Ütege hősies, önfeláldozó kitartásának köszönhető, hogy a rajtaütésszerű ellenséges oldaltámadás nem vezetett katasztrófához. Egy ízben megsebesült. Az összeomláskor olasz hadifogságba esett, ahol 11 hónapot töltött.
Az Országos Vitézi Szék 1931. november 1-jén már nyugalmazott alezredesként őt bízta meg Zala vármegye vitézi székkapitányságának vezetésével, amikor vitéz Szentkirályi Gyula távozott a hivatalból; a tisztséget Békéssy Rudolf 1935-ig töltötte be, utóda vitéz boldogfai Farkas Sándor nyugalmazott ezredes lett.
Budapesten, 1972. május 18-án hunyt el.

## Házassága és leszármazottai
1925. augusztus 5-én, Budapesten feleségül vette tövisi és füzesséri dr. Füzesséry Mária Magdolna Etelka Margitot (Szeged, 1897. december 20. – Budapest, 1983. szeptember 8.), dr. tövisi és füzeséri Füzesséry Zoltán (1862–1933), Békés vármegye főispánja, kormánybiztos, és Kulin Etelka (1873–1967) leányát. Az esküvői tanúk dr. Füzesséry Géza és Májer Ferenc voltak. A házasságból két leány született:
- Békéssy Ilona. Férje Imre József
- Békéssy Magdolna. Férje dr. Perneczky György.